# Apologie de la secte Anandryne
Apologie de la secte Anandryne, ou Exhortation d'une jeune tribade («Apología de la secta anandrina, o exhortación de una joven tríbade») es el título de un libro pornográfico francés que apareció por primera vez en 1784.
El texto se presenta como una reproducción de una alocución de la actriz Françoise Raucourt de 1778, en la que se explican los estatutos y ritos de la secta lésbicoerótica y secreta de las «anandrinas» (del griego «sin hombres») tríbades. La voz que relata se dirige sobre todo a mujeres de alta cuna, sobre todo a círculos aristocráticos, a las que anima a descubrir los placeres del amor homosexual.
La Apologie apareció por primera vez en 1784 en el décimo número de la revista pornográfica L'Espion anglais publicada en Londres y fue reeditada sobre todo en los año posteriores a la Revolución Francesa, así en 1793 como Anandria, ou Confession de Mlle Sappho, élève de la Gourdan, sur sa réception dans la secte anandryne («Anandria, o confesión de Mademoiselle Sappho, alumna de la Gourdan, sobre su recepción en la secta anandrina») y en 1793 con el título La Nouvelle Sappho, ou Histoire de la secte anandryne («La nueva Safo, o historia de la secta anandrina»), por la imprenta de P.-F. Didot, en París. El Enfer de la Biblioteca Nacional de Francia conserva por lo menos dos copias de la Apologie en la que firma como editor Mathieu-François Pidansat de Mairobert.
El personaje ficticio de la Apologie es confundido con frecuencia y a menudo se afirma la existencia real de una tal secta secreta, como por ejemplo en la biografía de Françoise Raucourt, La Raucourt et ses amies (1909), de Jean de Reuilly.

## Enlace
- Mademoiselle Sappho - texto de la edición de 1789 traducida al alemán por Conrad Heinrich (1907)

- Datos: Q619582